# Dünyayı Kurtaran Adam
Dünyayı Kurtaran Adam (lit: El hombre que salva el mundo) es una película de aventuras de superhéroes, artes marciales y fantasía científica turca de 1982 dirigida por Çetin Inanç, y protagonizada por el actor y artista marcial Cüneyt Arkın. Se estrenó en Turquía en noviembre de 1982 por la productora Anıt Ticaret, y en 2005 por BijouFlix Releasing en los Estados Unidos.[cita requerida]
La película es popularmente conocida en el extranjero como La Guerra de las Galaxias turca, debido a su notorio uso no autorizado de escenas, música y efectos de sonido tomados de Star Wars y otras películas de ciencia ficción. La película, parte de una ola de películas turcas de explotación y de bajo presupuesto sobre superhéroes (conocidas como Turksploitation) producidas durante la década de 1970 y comienzos de la de 1980, combina temas de ciencia ficción con acción fantástica de artes marciales, y tiene más en común con las películas de artes marciales de Hong Kong de la década de 1970 de la productora Golden Harvest que con Star Wars.

## Trama
La película narra las aventuras de Murat (Arkın) y Ali (Akkaya), cuyas naves espaciales caen en un planeta alienígena desértico tras una batalla, batalla que se muestra usando escenas de Star Wars y clips de noticieros de los programas espaciales soviéticos y estadounidenses. Mientras deambulan por el desierto, especulan que el planeta está habitado solo por mujeres. Ali hace un silbido de coqueteo, el que usa con mujeres atractivas. Sin embargo, hace el silbido equivocado y son atacados por esqueletos a caballo, a los que derrotan combatiendo cuerpo a cuerpo.
El villano principal aparece y captura a los héroes, llevándolos a su arena de gladiadores para que luchen. El villano les cuenta que en realidad es de la Tierra y que es un hechicero de 1000 años de edad. Había intentado derrotar a la Tierra, pero siempre había sido repelido por un "escudo de moléculas cerebrales humanas concentradas" (en realidad lo que se mostraba eran imágenes de la Estrella de la Muerte). La única forma en que puede circunvalar tan impenetrable defensa es usar un cerebro humano contra ella.
Los héroes escapan y se ocultan en una cueva llena de refugiados que habían escapado del tiránico gobierno del villano. Murat desarrolla una conexión romántica con la única mujer allí presente (Uçar), que está al cuidado de los niños. (El romance implícito se muestra a través de muchas miradas y sonrisas de la chica, pero nada más.) Zombis del señor oscuro atacan la caverna y convierten a varios de los niños en zombis, su sangre usada para renovar la inmortalidad del malévolo hechicero. Los tres escapan de la cueva y encuentran un bar local, tomado directamente de Star Wars (la cantina de Mos Eisley). Los dos hombres pronto se ven envueltos en una pelea de bar, pero el villano aparece repentinamente y los captura de nuevo.
El hechicero separa a los hombres y trata de convencerlos de que se le unan. Envía a su reina a que seduzca a Ali, a la vez que ordena que le lleven a Murat. Le ofrece a Murat la oportunidad de gobernar la tierra y las estrellas si se le une. El hechicero posee el poder del linaje de la Tierra en la forma de un cerebro dorado, y lo único que necesita para conquistarla es un cerebro humano real. Después de que Murat se rehúsa, el mago le muestra que ha capturado a la mujer y al niño. Furioso, Murat lucha contra los monstruos y los esqueletos guardianes del hechicero. Entre tanto, monstruos atacan a Ali cuando está a punto de besar a la reina. Los derrota y se une a la batalla de Murat. Ambos quedan inmovilizados por guardias con armas láser y luego torturados infructuosamente por el hechicero. Finalmente, el mago enfrenta a Murat contra un monstruo gigante en la arena. Murat derrota al monstruo y escapa, llevándose a la mujer y al niño consigo. Ali sin embargo, permanece en cautiverio.
Murat se entera de una espada fabricada por "el 13o. clan", quienes fundieron una montaña miles de "años espaciales" atrás. Murat encuentra la espada, en forma de rayo, en una cueva defendida por dos ninjas dorados. Toma la espada tras deshacerse a los guardias en una pelea curiosamente corta. Renovado por el poder de la espada, Murat se marcha a liberar a su amigo de los calabozos del hechicero. Con todo, Ali siente envidia de la espada, noquea a Murat y se lleva tanto la espada como el cerebro dorado. El hechicero entonces usa trucos y engaños para obligar a Ali a entregarle los artefactos. Habiendo tocado estos objetos, el hechicero gana mayores poderes y atrapa a Murat, Ali, la mujer y el niño. Ali muere en un mal planeado intento de fuga.
Apesadumbrado, Murat decide fundir la espada dorada y el cerebro humano dorado y forjar con ellos un par de guanteletes y botas. Equipado con tales guantes mágicos y botas que le permiten saltar de manera sobrehumana, busca al hechicero para vengar la muerte de su amigo. Tras combatir contra numerosos monstruos y esqueletos, se encuentra cara a cara con su némesis y lo parte en dos con un golpe de karate. Abandona entonces el planeta y viaja a la Tierra en una nave que se parece enormemente al Halcón Milenario.

## Reparto
- Cüneyt Arkın como Murat
- Aytekin Akkaya como Ali
- Necla Fide como la Reina
- Hüseyin Peyda como Bilgin
- Hikmet Taşdemir como Sihirbaz
- Füsun Uçar como las mujeres de Bilgin
- Aydın Haberdar como criatura
- Mehmet Uğur como criatura
- Kadir Kök como criatura
- Yadigar Ejder como criatura
- Sönmez Yıkılmaz como criatura robot
- Nihat Yiğit como hombre golpeado en el bar

Dirigida por Çetin İnanç y escrita por Cüneyt Arkın, un conocido actor turco cuyos trabajos abarcan las últimas cinco décadas, la película también fue protagonizada por Arkın en el rol principal. Otros actores incluyen a Aytekin Akkaya, quien posteriormente protagonizó la película italiana Sopravvissuti della città morta, así como a Hüseyin Peyda y Füsun Uçar, quienes permanecieron en Turquía.

## Banda sonora
La banda sonora musical está completa e ilegalmente sacada de películas populares. El tema principal utilizado es "The Raiders March," compuesta por John Williams, de la película de 1981 Raiders of the lost ark . Otras escenas tuvieron la música de Moonraker, Ben-Hur, Flash Gordon, la versión de Giorgio Moroder de Battlestar Galactica, El planeta de los simios, Naves misteriosas, Moisés y The Black Hole de Disney. En la escena en la que Cüneyt Arkın y Aytekin Akkaya encuentran las tumbas de antiguas civilizaciones, el director escogió la Tocata de Johann Sebastian Bach. Aparece música de la banda sonora de Star Wars de John Williams y ganadora del Oscar, pero de forma menos extensa que las escenas tomadas de la película.

## Recepción
En su lanzamiento inicial, la película tuvo malas revisiones por parte de los críticos,[cita requerida] debido a su trama incoherente, malas actuaciones y el uso ilegal de escenas y música de otras películas.
A pesar de esto (o posiblemente gracias a ello), la película ha ganado un culto significativo con los años y es considerada una de las peores películas jamás hechas. Louis Proyect de Rec Arts Movie Reviews llamó a la película "diversión clásica de película de medianoche." Phil Hall de Film Threat le dio a la película una calificación perfecta de 5 estrellas, llamándola "asombrosamente desquiciada... una película que hace irrelevante cualquier crítica."
David Elroy Goldweber ha criticado el título usado por los fans de "La guerra de las galaxias turca," señalando que, si bien la película tiene temas de ciencia ficción, es más una película de fantasía de artes marciales que tiene mucho más en común con las películas de artes marciales de Hong Kong de la década de 1970 hechas por la Golden Harvest que con Star Wars. La BBC News señala que Dünyayı Kurtaran Adam fue parte de una ola de películas de superhéroes turcas de bajo presupuesto producidas durante la década de 1970 e inicios de la de 1980.

## Continuación
Tras muchos intentos de reunir a los actores originales de la película para crear una secuela de El hombre que salvó al mundo, una segunda parte, El hijo del hombre que salvó el mundo (Dünyayı Kurtaran Adam'ın Oğlu), comúnmente conocido como Turcos en el Espacio, fue filmada en 2006.
La secuela fue estrenada el 15 de diciembre de 2006. Algunos fanáticos expresaron su desaprobación de que los efectos especiales no fueran similares a los de la película original, en la que todas las escenas espaciales fueron sacadas directa e ilegalmente de títulos de ciencia ficción de la época, como Star Wars, la serie de Star Trek o Battlestar Galactica. Participaron actores famosos de Turquía, como Mehmet Ali Erbil, y fue dirigida por Kartal Tibet.
Sin embargo, la idea de Çetin Inanç para la secuela es una historia mucho más grandiosa. Involucrando la creación de "guerreros espaciales ninjas zombis," la abducción de los presidentes turco y estadounidense a manos de extraterrestres y un viaje a un planeta que está al otro lado de un agujero negro. Todo esto por una historia que, según Çetin İnanç, enfrentaría a Dios contra el Diablo en una épica guerra por la Tierra.

## Reavivamientos
Foleyvision, una compañía de comedia de Austin, Texas, que se especializaba en mostrar películas a las que se les reemplazaba la banda sonora original con nuevos diálogos, música y efectos de sonido en vivo en el teatro, usó a Dünyayı Kurtaran Adam para una de sus performances en 2004, brindando lo que el líder de la compañía Buzz Moran llamó "la primera traducción al inglés de esta película en todo el mundo." Durante la introducción al espectáculo, Moran declaró que el traductor les había dicho que "en turco tampoco tenía ningún sentido."
Filmusik, un grupo de actuación colaborativa situado en Portland, Oregón, proyectó de forma similar Star Wars turca con voces, música y efectos de sonido en vivo a finales de 2012.

## Restauración
En 2016, el historiador de cine Ed Glaser compró a un proyeccionista retirado la única copia en 35 mm que se conoce de la película. En consecuencia, la película fue escaneada en 2K con una calidad que superaba con creces cualquier copia disponible anteriormente (hasta entonces, la película solo había estado disponible en versiones provenientes de una cinta de video de baja calidad). La restauración de Glaser habría de recibir un estreno teatral limitado en el Reino Unido en 2018. Esta restauración fue lanzada como una versión limitada en Blu-ray por Big Bosphorus Media, que se vendió entre el 1 de octubre y el 31 de octubre de 2021.